# جوزيف كارون
جوزيف كارون هو سياسي كندي، ولد في 9 مارس 1868، وتوفي في 28 يونيو 1954 في أوتاوا في كندا. حزبياً، نشط في حزب كيبيك الليبرالي. وقد انتخب عضو الجمعية الوطنية في كيبك ‏.